# Vizoo
vizooは、Fillmore Advisory社のグラフ作成、グラフ共有サービス。
経済・企業データのグラフ作成して共有することができる、グラフ共有サイト。